# سرنوشت (فیلم ۱۳۴۶)
سرنوشت فیلمی به کارگردانی و نویسندگی حکمت آقانیکیان محصول سال ۱۳۴۶ است.

## خلاصه داستان
مردی با زنی ازدواج می‌کند که قبلاً به وسیلهٔ برادرش فریب خورده است...

## بازیگران
- آرمان
- مارلین اشمیت
- همایون
- عبدالله بوتیمار
- علی زندی
- زهره قهرمانی
- ناصر کوره چیان
- مانوئل ماروتیان
- غلامحسین نقشینه
- جهانگیر غفاری
- شهرام شکوفنده
- محمدتقی کهنمویی
- لیلا فروهر
- پوری بنایی
- حسین ملاقاسمی
- رضا شفیع
- صابر آتشین